# Maxx Williams
Maxx Williams (Waconia, 12 aprile 1994) è un giocatore di football americano statunitense che milita nel ruolo di tight end per gli Arizona Cardinals della National Football League (NFL).

## Biografia

### Baltimore Ravens
Dopo avere giocato al college a football a Minnesota, Williams fu scelto nel corso del secondo giro (55º assoluto) del Draft NFL 2015 dai Baltimore Ravens. Debuttò come professionista subentrando nella gara del primo turno contro i Denver Broncos in cui ricevette un passaggio da 15 yard. La sua stagione da rookie si concluse con 32 ricezioni per 268 yard e un touchdown disputando 14 partite, 7 delle quali come titolare.

### Arizona Cardinals
Nel 2019 Williams firmò con gli Arizona Cardinals.

## Statistiche
| Partite totali         | 14  |
| Partite da titolare    | 7   |
| Ricezioni              | 32  |
| Yard ricevute          | 268 |
| Touchdown su ricezione | 1   |

Statistiche aggiornate alla stagione 2015